# 佐藤智加
佐藤 智加（さとう ともか、1983年 - ）は、日本の小説家。愛知県名古屋市出身。

## 経歴
父は萩原朔太郎研究で知られる国文学者の佐藤房儀（元中京大学大学院文学研究科長）。
愛知県立天白高等学校在学中の1999年、｢死というものの日常｣で中野重治記念文学奨励賞第8回全国高校生詩のコンクール優秀作受賞。2000年「肉触」で第37回文藝賞優秀賞を受賞。
2002年慶應義塾大学環境情報学部入学。2003年『壊れるほど近くにある心臓』で第16回三島由紀夫賞候補。2006年慶大卒業。

## 作品リスト
- 『肉触』（2001年1月、河出書房新社）
  - 「肉触」（『文藝』2000年冬号）
  - 「睡郷に帰す君に」
- 『壊れるほど近くにある心臓』（2003年3月、河出書房新社）
  - 「壊れるほど近くにある心臓」（『文藝』2002年秋季号「ZWAPPEN」を改題）

単行本未収録作品
- 「ZWAPPEN」（『文藝』2002年秋号）
- 「孫入り」（『群像』2003年7月号）
- 「水棲の音」（『群像』2006年5月号）
- 「穴の愉しみ」（『文藝』2006年秋号）
- 「隣人の生活」（『群像』2008年5月号）
- 「霧を駆ける」（『文学界』2008年11月号)